# Misa Eguchi
Misa Eguchi (jap. 江口 実沙, Eguchi Misa; * 18. April 1992 in Ogōri) ist eine ehemalige japanische Tennisspielerin.

## Karriere
Eguchi begann mit acht Jahren mit dem Tennisspielen, ihr bevorzugter Belag ist der Hartplatz. Sie gewann sechs Einzel- und sieben Doppeltitel auf Turnieren des ITF Women’s Circuit. Ihre beste Platzierung in der Einzelweltrangliste erreichte sie im September 2016 mit Platz 109.
2014 gewann Eguchi in Australian ihr erstes $50.000-Turnier, als sie beim McDonald’s Burnie International im Endspiel Jelisaweta Kulitschkowa bezwang. Sechs Monate später erzielte sie ihr bislang bestes Ergebnis bei einem WTA-Turnier, als sie beim Baku Cup als Qualifikantin erst im Viertelfinale an Bojana Jovanovski scheiterte. Bei den US Open scheiterte sie im selben Jahr in der Qualifikation nur knapp an der ersten Teilnahme im Hauptfeld eines Grand-Slam-Turniers.
Eguchi bestritt im September 2018 ihr letztes Profiturnier und wird seit Ende Juli 2019 nicht mehr in den Weltranglisten geführt.

## Turniersiege

### Einzel
| Nr. | Datum             | Turnier    | Kategorie   | Belag     | Finalgegnerin           | Ergebnis      |
| --- | ----------------- | ---------- | ----------- | --------- | ----------------------- | ------------- |
| 1.  | 30. April 2011    | Bangkok    | ITF $10.000 | Hartplatz | Lu Jiajing              | 6:1, 6:1      |
| 2.  | 22. Mai 2011      | Karuizawa  | ITF $25.000 | Teppich   | Rika Fujiwara           | 6:3, 6:3      |
| 3.  | 1. Februar 2014   | Burnie     | ITF $50.000 | Hartplatz | Jelisaweta Kulitschkowa | 4:6, 6:2, 6:3 |
| 4.  | 2. März 2014      | Port Pirie | ITF $15.000 | Hartplatz | Hiroko Kuwata           | 6:1, 6:2      |
| 5.  | 18. Oktober 2015  | Toowoomba  | ITF $25.000 | Hartplatz | Susanne Celik           | 7:66, 7:5     |
| 6.  | 15. November 2015 | Bendigo    | ITF $50.000 | Hartplatz | Hiroko Kuwata           | 7:65, 6:3     |

### Doppel
| Nr. | Datum             | Turnier   | Kategorie   | Belag     | Partnerin     | Finalgegnerinnen                   | Ergebnis            |
| --- | ----------------- | --------- | ----------- | --------- | ------------- | ---------------------------------- | ------------------- |
| 1.  | 3. März 2013      | Sydney    | ITF $10.000 | Hartplatz | Mari Tanaka   | Tamara Čurović Wang Yafan          | 4:6, 7:5, [10:8]    |
| 2.  | 3. Januar 2014    | Hongkong  | ITF $25.000 | Hartplatz | Eri Hozumi    | Sarina Dijas Zhang Ling            | 6:4, 6:2            |
| 3.  | 21. Februar 2014  | Salisbury | ITF $15.000 | Hartplatz | Miki Miyamura | Jang Su-jeong Lee So-ra            | 6:2, 6:2            |
| 4.  | 16. Oktober 2015  | Toowoomba | ITF $25.000 | Hartplatz | Eri Hozumi    | Veronica M. Corning Jessica Wacnik | 4:6, 7:5, [10:5]    |
| 5.  | 7. November 2015  | Canberra  | ITF $50.000 | Hartplatz | Eri Hozumi    | Lauren Embree Asia Muhammad        | 7:613, 1:6, [14:12] |
| 6.  | 11. November 2017 | Vinaros   | ITF $15.000 | Sand      | Akiko Omae    | Snehadevi Reddy Charlotte Roemer   | 6:2, 6:2            |
| 7.  | 16. Juni 2018     | Kōfu      | ITF $25.000 | Hartplatz | Misaki Doi    | Megumi Nishimoto Kotomi Takahata   | 6:3, 6:72, [10:8]   |

## Abschneiden bei Grand-Slam-Turnieren

### Einzel
| Turnier         | 2012 | 2013 | 2014 | 2015 | 2016 | 2017 | 2018 | Karriere |
| --------------- | ---- | ---- | ---- | ---- | ---- | ---- | ---- | -------- |
| Australian Open | Q1   | —    | —    | Q2   | Q1   | —    | 1    | 1        |
| French Open     | Q1   | —    | Q1   | Q1   | Q1   | Q1   | —    | —        |
| Wimbledon       | —    | —    | Q2   | Q1   | Q2   | —    | —    | —        |
| US Open         | —    | —    | Q3   | Q3   | Q1   | 1    | —    | 1        |

Zeichenerklärung: S = Turniersieg; F, HF, VF, AF = Einzug ins Finale / Halbfinale / Viertelfinale / Achtelfinale; 1, 2, 3 = Ausscheiden in der 1. / 2. / 3. Hauptrunde; Q1, Q2, Q3 = Ausscheiden in der 1. / 2. / 3. Runde der Qualifikation; n. a. = nicht ausgetragen